# غرانات
المرصد الفيزيائي الفلكي الدولي "غرانات" (غالبًا ما يدعى بغرانات، بالروسية: Гранат) هو مرصد فضائي سوفييتي (روسي حاليًا) طور بالتعاون مع فرنسا، الدنمارك وبلغاريا. تم إطلاقه في 1 ديسمبر 1989 على متن صاروخ بروتون.